# 臺北市立西松高級中學
臺北市立西松高級中學（英語：Taipei Municipal Xisong High School，縮寫XSSH），簡稱西松高中。為臺北市松山區第一所完全中學，前身為西松國中，早期曾與西松國小共用校舍，為台灣校園面積最小的公立高中。

## 歷史沿革
1968年7月，西松國民中學創校，首任校長為籌備處主任楊訓庭，舊校址位於松山區南京東路五段147巷16號。同年9月9日正式開課。1997年6月，遷校至松山區健康路現址。同年7月1日 為推動六年一貫制，改制為西松高級中學並試辦完全中學機制，首任校長為林石得。2021年2月，獲得國際文憑正式認證，成為台灣第一所開設國際文憑大學預科課程的公立學校。
2022年10月，與韓國大邱西部高中簽署協議，締結為姊妹校。

## 歷任校長

### 改制前時期
| 任別  | 姓名   | 任職時間       |
| ----- | ------ | -------------- |
| 第1任 | 楊訓庭 | 1968年－1975年 |
| 第2任 | 孫超   | 1975年－1978年 |
| 第3任 | 蔡福珍 | 1978年－1982年 |
| 第4任 | 郭明傳 | 1982年－1983年 |
| 第5任 | 鄭美俐 | 1983年－1987年 |
| 第6任 | 何文琴 | 1987年－1991年 |
| 第7任 | 林石得 | 1991年－1997年 |

### 改制後時期
| 任別  | 姓名   | 任職時間             | 備註                                                        |
| ----- | ------ | -------------------- | ----------------------------------------------------------- |
| 第1任 | 林石得 | 1997年8月－1999年7月 | 轉任市立中正高中（1999－2003）→松山高中（2003－2009）後退休 |
| 第2任 | 周韞維 | 1999年8月－2005年7月 | 轉任市立北一女中（2005－2009）後退休                        |
| 第3任 | 陳總鎮 | 2005年8月－2009年7月 | 轉任市立松山高中（2009－2015）後退休                        |
| 第4任 | 羅美娥 | 2009年8月－2017年8月 | 任期屆滿後退休，目前擔任臺北市政府教育局聘任督學            |
| 第5任 | 林昇茂 | 2017年8月－2023年7月 | 轉任市立松山高中                                            |
| 第6任 | 陳雅萍 | 2023年8月至今        |                                                             |

### 組織架構
核定總班級數45班，教師預算員額數111人，職員工人數35人（含校長、軍訓教官、專任運動教練職員、約聘僱人員、臨時人員及職工），總計146人，下設4處1館4室。

## 校景

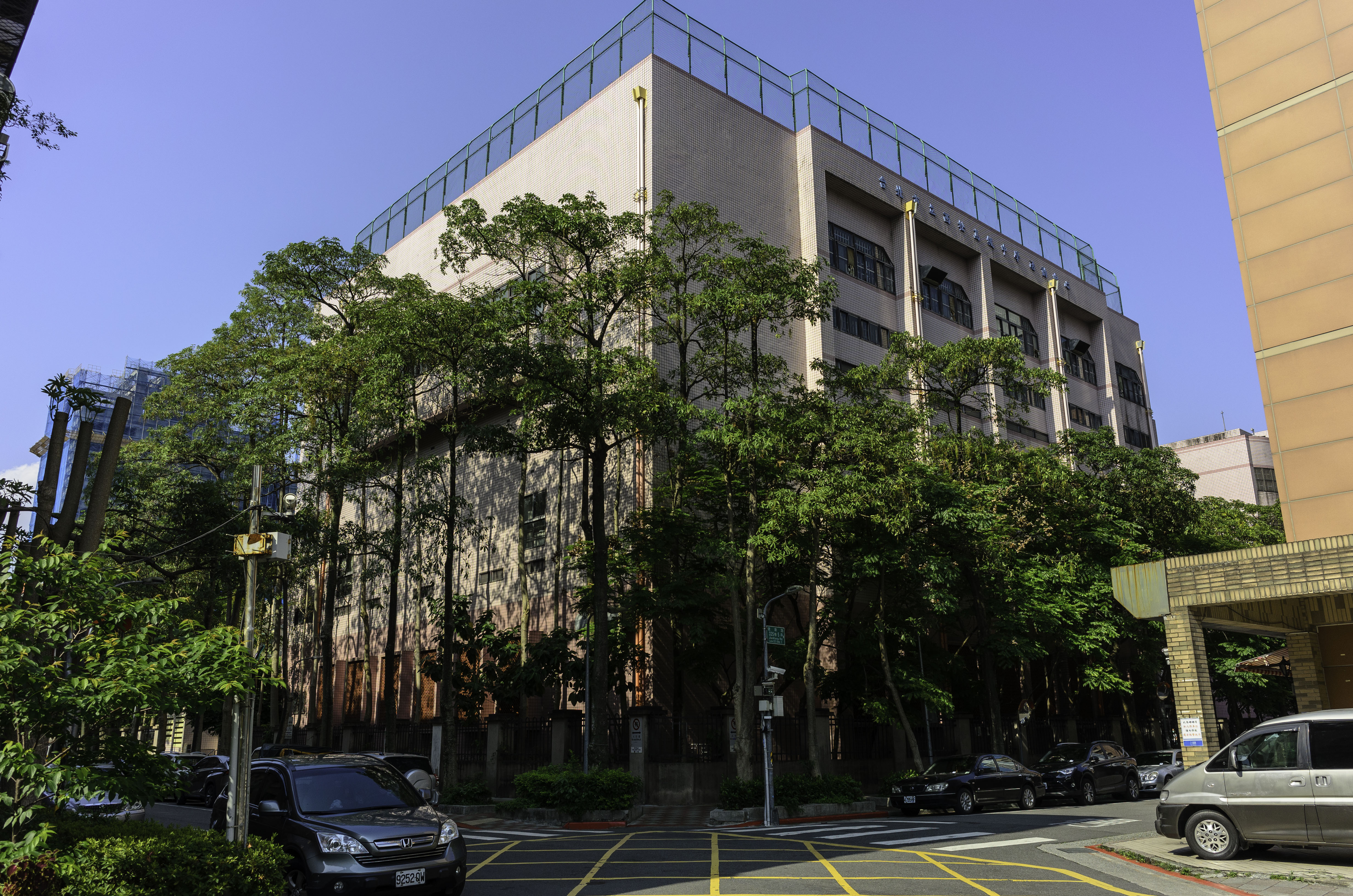
位於校園西南角的學生活動中心
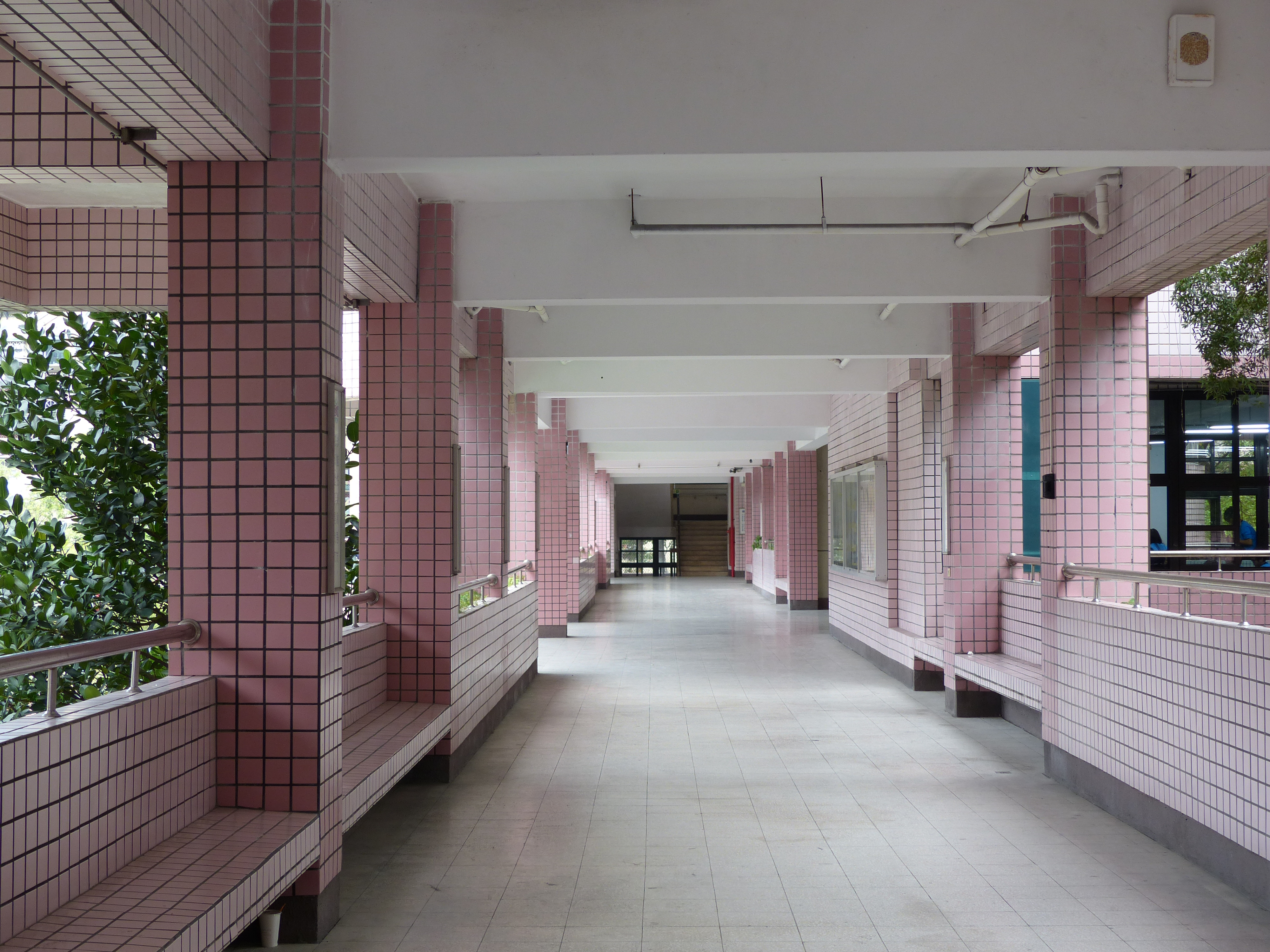
學校整體建築外牆皆貼以粉紅色方形磁磚
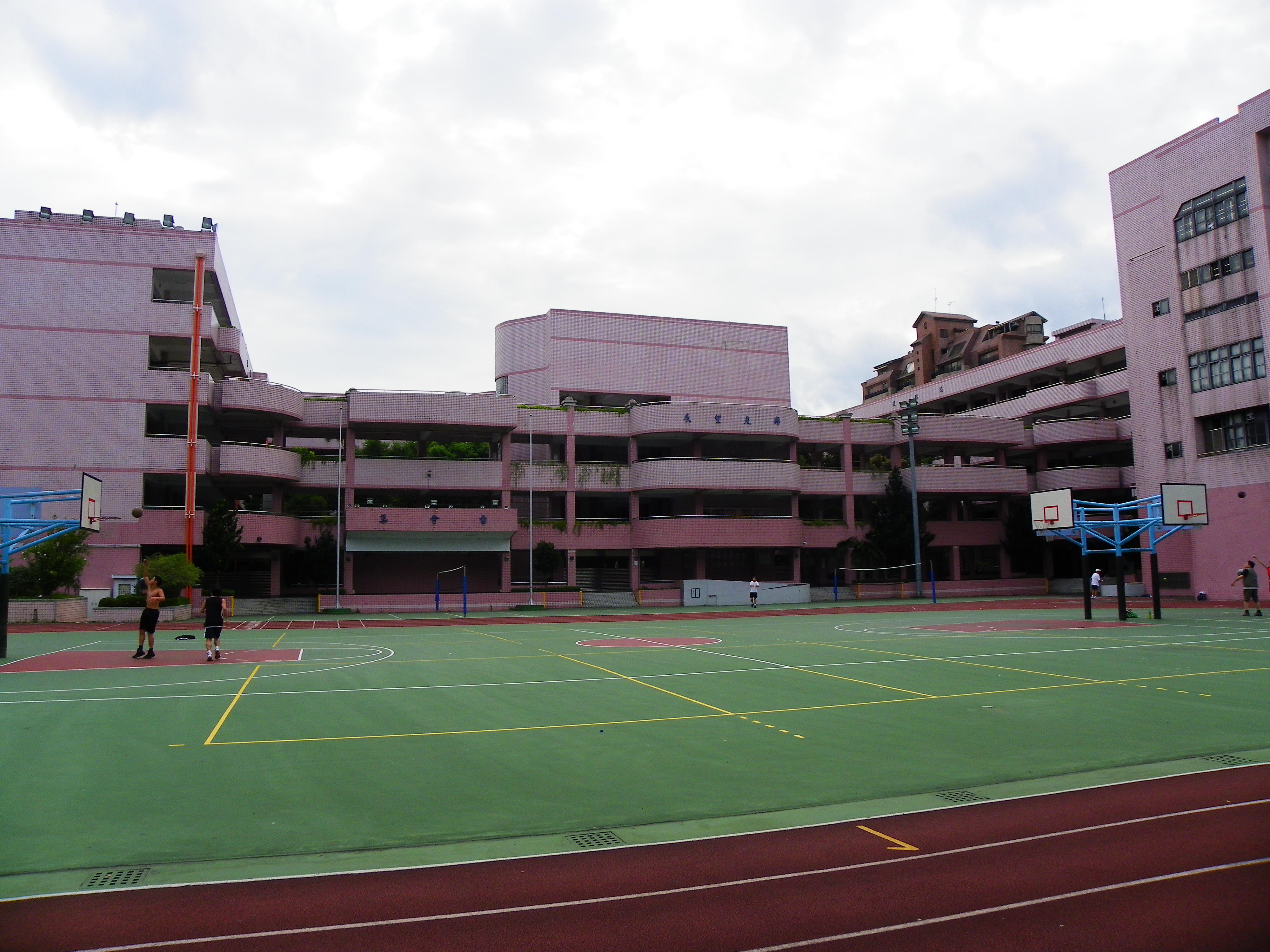
從操場跑道望向東方的主建築量體

## 外部連結
- 西松高中
- 西松高中圖書館網站
- 西松高中於國際文憑頁面 （页面存档备份，存于）